# Dragomi Do
Dragomi Do (cyr. Драгоми До) – wieś w Czarnogórze, w gminie Cetynia. W 2011 roku liczyła 8 mieszkańców.